# Herbert Kern
Herbert Kern (* 14. November 1925 in Grünberg) ist ein deutscher Jurist und ehemaliger Politiker (SED). Er war von 1974 bis 1987 Staatssekretär im Ministerium der Justiz der DDR.

## Leben
Kern, Sohn eines Textilarbeiters, erlernte nach dem Besuch der Volksschule den Beruf des Maschinen- und Motorenschlossers. Während des Zweiten Weltkriegs leistete er ab 1943 Kriegsdienst als Soldat der Wehrmacht und geriet in sowjetische Kriegsgefangenschaft.
Nach seiner Entlassung in die Sowjetische Besatzungszone wurde er bei der Kreisverwaltung Guben eingestellt. Von dort wurde er 1949 zum Volksrichterlehrgang delegiert. Danach kam er als Staatsanwalt in Templin, Cottbus und ab Mai 1951 in Potsdam zum Einsatz. Kern schloss sich der Sozialistischen Einheitspartei Deutschlands (SED) und dem Freien Deutschen Gewerkschaftsbund (FDGB) an. Ab 1952 war er politischer Mitarbeiter und ab 1962 als Nachfolger von Josef Streit Leiter des Sektors Justiz in der Abteilung Staats- und Rechtsfragen des ZK der SED. Er beendete sein juristisches Studium als Diplom-Jurist und wurde 1957 an der Humboldt-Universität zu Berlin zum Dr. jur. promoviert. Kern bildete gemeinsam mit Hilde Benjamin, Ernst Melsheimer und Anton Plenikowski die „Justizkommision“ des ZK der SED, die nach dem 17. Juni 1953 die Verurteilung des ehemaligen Justizministers Max Fechner herbeiführte.
Von April 1974 bis 1987 fungierte er als Staatssekretär im Ministerium der Justiz mit den Zuständigkeitsbereichen Kader, Gerichte und Staatliche Notariate sowie Internationale Beziehungen und Rechtshilfe. Er war Mitglied des Zentralvorstandes, des Sekretariats und ab April 1980 Vizepräsident der „Vereinigung der Juristen der DDR“.

## Auszeichnungen
- 1971 Vaterländischer Verdienstorden in Bronze, 1976 in Silber und 1985 in Gold
- 1981 Verdienter Jurist der Deutschen Demokratischen Republik
- Medaille für Verdienste in der Rechtspflege
- Verdienstmedaille der DDR

## Schriften
- (mit Hans-Joachim Semler): Rechtspflege – Sache des ganzen Volkes. Leitfaden zum Rechtspflegeerlass. Staatsverlag der DDR, Berlin 1963.